# Jean Guineau-Dupré
Jean Guineau-Dupré est un homme politique français né le 26 octobre 1747 à Limoges et décédé le 11 avril 1835 à Orgnac (Haute-Vienne).

## Biographie
Avocat au Parlement de Bordeaux en 1774 et au présidial de Limoges, il est procureur du roi au siège de la Monnaie de Limoges en 1775. Il est ensuite substitut du procureur du roi de la commission d'administration des fermes du Limousin. Il est député suppléant aux états-généraux en 1789, sans être appelé à siéger.
Juge au tribunal de district de Bourganeuf en 1791, accusateur public près le tribunal criminel de Limoges, il est élu député de la Haute-Vienne au Conseil des Anciens le 23 vendémiaire an IV, puis passe au Conseil des Cinq-Cents le 23 germinal an VII. Favorable au coup d'État du 18 Brumaire, il est nommé juge à la cour criminelle de Limoges en 1800. Il est de nouveau député de la Haute-Vienne de 1811 à 1815.

## Sources
- « Jean Guineau-Dupré », dans Adolphe Robert et Gaston Cougny, Dictionnaire des parlementaires français, Edgar Bourloton, 1889-1891 [détail de l’édition]